# دیو گولز
دیو گولز (انگلیسی: Dave Goelz؛ زادهٔ ۱۶ ژوئیهٔ ۱۹۴۶) عروسک‌گردان، صداپیشه و بازیگر اهل ایالات متحده آمریکا است.
از فیلم‌ها یا برنامه‌های تلویزیونی که وی در آن نقش داشته‌است می‌توان به سرود کریسمس ماپت، ماجراهای المو در گروچلند و ماپت‌های فضایی اشاره کرد. وی همچنین برندهٔ جوایزی همچون جوایز امی ساعات پربیننده شده‌است.